# ドクター・ヨシカの犯罪カルテ
『ドクター・ヨシカの犯罪カルテ』（ドクター・ヨシカのはんざいカルテ）は、2006年から2007年までテレビ東京・BSジャパン共同制作「水曜ミステリー9」で放送されたテレビドラマシリーズ。全2回。主演は木の実ナナ。

## キャスト

### 浜口クリニック
浜口ヨシカ
演 - 木の実ナナ
下町の診療所「浜口クリニック」の医師で、胃腸科・内科・小児科を担当する。かつては（第1作では18年前）藤崎総合病院の医師であったが、3年後、両親の遺した店を改装した診療所の医師となる。金儲けの考えがなく、月1回のボランティアとして繁華街での出前検査を行っている。
長井慶子
演 - 冨士眞奈美
看護師。愛称は「おケイさん」。医療費の支払いをのん気に待つヨシカに頭を悩ませる。

### その他
木村
演 - 榎木兵衛
患者。
堂島卓三
演 - 蟹江敬三
警視庁捜査一課刑事。愛称は「ドウちゃん」。ヨシカとは幼なじみで、初恋の人。

### ゲスト
第1作「診察室に犯人が来た」（2006年）
- 藤崎恭子（藤崎総合病院 院長） - 坂口良子
- 青木優治（クラブ「FLAME」店長） - 大沢樹生
- 池畑康志（藤崎総合病院 事務長） - 浅野和之
- 藤崎莉奈（恭子の娘） - 小林涼子
- 川端光男（警視庁捜査一課 刑事） - 本田大輔
- 吉田清（北新宿警察署 刑事） - 山田アキラ
- 水嶋あずみ（大学生） - 三宅香菜
- 半田沙織（専門学校生） - 本間弥生
- 新平 - 神谷涼太
- 青木和代、唐木ちえみ、星野晶子、浜口悟、本田晋、牟田浩二、廣瀬浩二、白井義将、宮沢紫、羽村実千代

第2作「ヨシカ 人質立てこもり事件」（2007年）
- 倉持崇（喫茶店オーナー） - 田中健
- 中原節子 - 宇津宮雅代
- 平河和子（海道学園高校 教師） - 一色彩子
- 藤波吾一（深川南警察署 刑事） - 大河内浩
- 杉本徹平（所轄刑事） - 松田悟志
- 高橋（常盤中央病院 医師） - 菅原大吉
- 吉田保（喫茶店アルバイト） - 中村俊太
- 山崎清和（フリーター） - 新納慎也
- 篠崎智子（山崎の彼女） - 斎藤ナツ子
- 中原清美（14年前刺殺） - 濱田准
- テレビ局レポーター - かなやす慶行
- ホームレス - 工藤貴史
- 筒井衿子 (中原清美の同級生) -  長宗我部陽子
- 富子 - 小柳友貴美
- 竹内（ジム経営者） - 赤星昇一郎
- 森脇広志（建築設計士・旧姓「辻」） - 池内万作

## スタッフ
- 脚本 - 坂上かつえ、今井雅子（1）
- 音楽 - 村山竜二
- 監督 - 一倉治雄（1）、水谷俊之（2）
- 助監督 - 隅田靖（1）、高橋正弥（2）
- 撮影 - 浜田毅（1）、金澤賢昌（2）
- 照明 - 目時威邦（1）、生形浩司（2）
- 音声 - 谷山一也
- VE - 横田久雄（1）、勝又彰浩（2）
- 美術 - 平井浩一（1）、磯見俊裕（2）
- 衣装 - 中山邦夫（第一衣裳）
- スタイリスト - 赤間幸
- メイク - 直江広武（1）、山内聖子（1）、松井悦子（2）、長縄希穂（2）
- スチール - 安保隆
- 編集 - 只野信也（1）、高橋信之（2）
- 効果 - 佐々木英世（1）、西山隆司（2）
- EED - 星名隆志（1）、田中祥子（2）
- MA - 山本逸美（1）、増田英巳（2）
- スクリプター - 黒河内美佳（1）、増田実子（2）
- 技闘 - 森聖二（1）、岡田勝（2）
- カースタント - TA・KA
- 制作担当 - 高橋浩一郎（1）、田島英憲（2）
- 脚本協力 - 武井由美（1）
- 医療指導 - 赤枝恒雄（1）
- 看護指導 - 石田喜代美（1）
- テレビ東京番組宣伝 - 国安百合（1）、鈴木紀子（2）
- 撮影協力
  - 第1作 - 喫茶はまゆう、桐光会 調布病院
  - 第2作 - 逗子市フィルムコミッション、戸田中央総合病院
- 技術協力 - フォーチュン、映広
- 美術協力 - 東京美工（1）、トランスフォーマー（2）
- プロデューサー - 中川順平（テレビ東京）、伊地智啓、結城良煕、服部紹男
- プロデューサー補 - 橋本寛
- 製作 - テレビ東京、BSジャパン、セントラル・アーツ

## 放送日程
| 話数 | 放送日         | サブタイトル              | 脚本                | 監督     |
| ---- | -------------- | ------------------------- | ------------------- | -------- |
| 1    | 2006年05月24日 | 診察室に犯人が来た        | 坂上かつえ 今井雅子 | 一倉治雄 |
| 2    | 2007年12月05日 | ヨシカ 人質立てこもり事件 | 坂上かつえ          | 水谷俊之 |